# Discografia de Toni Braxton
A discografia da cantora estadunidense Toni Braxton consiste em sete álbuns de estúdio, cinco extended plays, seis álbuns de compilação, dois álbuns de remixes, trinta singles (incluindo três participações especiais) e vinte e dois vídeos musicais. Braxton nasceu em Severn, Maryland em 7 de outubro de 1967. Sua mãe, uma vocalista de óperas, encorajou-a a cantar em igrejas desde a infância juntamente com as irmãs. O grupo foi descoberto em 1990 pelo compositor Bill Pettaway, que serviu de ponte para a Arista Records. O primeiro single lançado pelo The Braxtons foi "Good Life", ainda no mesmo ano. Apesar de não emplacar nas paradas musicais, a performance de Braxton na canção atraiu a atenção de produtores musicais conceituados, como L.A. Reid e Babyface, que a contrataram para a recém-fundada LaFace Records. Em 1991, Braxton gravou canções para a trilha sonora de Boomerang, estrelado por Eddie Murphy. Seu single de estreia, "Love Shoulda Brought You Home", emplacou entre as 30 primeiras da Billboard Hot 100 e entre as 5 primeiras da R&B/Hip-Hop Songs. Dois anos mais tarde, lançou seu álbum de estreia autointitulado, que liderou a Billboard 200 e a R&B/Hip-Hop Albums e foi inúmeras vezes certificado com platina pela RIAA. No álbum, Braxton emplacou quatro singles, incluindo "Breathe Again", que liderou as paradas musicais dos Estados Unidos, Austrália, Canadá, Irlanda, Países Baixos e Reino Unido. O álbum vendeu mais de 10 milhões de cópias mundialmente.
Seu segundo álbum de estúdio, Secrets, foi lançado em 1996. Contando com a produção e composição de Reid, Babyface, Diane Warren, R. Kelly e David Foster, o álbum alcançou a segunda posição da Billboard 200 e foi certificado com platina pela RIAA. Além disso, também entrou entre os dez primeiros de diversas paradas musicais de diversos outros países, incluindo Canadá, Alemanha, Suíça e Reino Unido. Foram retirados quatro singles do álbum; "You're Makin' Me High" tornou-se o primeiro single de Braxton a alcançar o 1º lugar nos Estados Unidos, ao liderar as tabelas Hot 100 e Top R&B. "Un-Break My Heart", o segundo single do álbum, liderou as paradas musicais nos Estados Unidos, Suécia e Suíça e emplaco entre os 5 primeiros no Canadá, Alemanha, Irlanda, Países Baixos e Reino Unido, tornando-se a canção mais vendida por uma artista feminina em solo estadunidense. Secrets vendeu em torno de 15 milhões de cópias em todo o mundo.
No ano seguinte, Braxton moveu uma ação judicial contra a LaFace, que requereu uma quebra em seu contrato de gravação. Contudo, a gravadora reverteu a ação, levando Braxton a declarar falência. A artista passou por um ostracismo durante todo o ano seguinte, porém conseguiu um acordo com a gravadora para regressar à carreira artística com êxito. Em abril de 2000, Braxton lançou seu terceiro álbum de estúdio, intitulado The Heat. O álbum estreou em segundo lugar na Billboard 200 e liderou a tabela R&B/Hip-Hop Albums. O single principal "He Wasn't Man Enough" tornou-se outro a emplacar entre os cinco primeiros da Billboard Hot 100. The Heat foi certificado com platina dupla pela RIAA ao vender mais de 4 milhões de cópias mundialmente, sendo 2,2 milhões de cópias só nos E.U.A. Em 2001, Braxton lançou seu primeiro álbum natalino, Snowflakes. Em 2002, lançou seu quinto álbum de estúdio More Than a Woman. Em toda a sua carreira Braxton já vendeu mais de 40 milhões de discos.

## Álbuns

### Álbuns de estúdio
| 1993                                                     | Toni Braxton - Lançamento: 13 de julho de 1993 - Gravadora: LaFace                               | 1   | 1  | 6  | 4  | —  | 7  | 4   | - : 9,1 milhões - : 12.000.000 | - EUA: 8× Platina - CAN: 2× Platina - REU: Ouro                          |
| 1996                                                     | Secrets - Lançamento: 18 de junho de 1996 - Gravadora: LaFace                                    | 2   | 1  | 11 | 5  | 22 | 2  | 10  | - : 7 milhões - : 15.000.000   | - RIAA: 8× Platina - MC: 7× Platina - ARIA: 2× Platina - BPI: 2× Platina |
| 2000                                                     | The Heat - Lançamento: 25 de abril de 2000 - Gravadora: LaFace                                   | 2   | 1  | 14 | 1  | 9  | 3  | 3   | - : 2,2 milhões - : 6.000.000  | - RIAA: 2× Platina - ARIA: Ouro - BPI: Ouro - ABPD: Ouro                 |
| 2002                                                     | More Than a Woman - Lançamento: 19 de novembro de 2002 - Gravadora: Arista                       | 13  | 5  | —  | —  | 90 | 37 | 123 | - : 532.000 - : 1.500.000      | - RIAA: Ouro                                                             |
| 2005                                                     | Libra - Lançamento: 27 de setembro de 2005 - Gravadora: Blackground                              | 4   | 2  | —  | —  | —  | 60 | —   | - : 535.000 - : 1.500.000      | - RIAA: Ouro                                                             |
| 2010                                                     | Pulse - Lançamento: 4 de maio de 2010 - Gravadora: Atlantic                                      | 9   | 1  | —  | 72 | —  | 18 | 28  | - : 200,000                    |                                                                          |
| 2014                                                     | Love, Marriage & Divorce (com Babyface) - Lançamento: 4 de fevereiro de 2014 - Gravadora: Motown | 4   | 1  | —  | —  | —  | —  | 75  | - : 789,000                    | - RIAA: Ouro                                                             |
| 2018                                                     | Sex & Cigarettes - Lançamento: 23 de março de 2018 - Gravadora: Def Jam Recordings               | 22  | 14 | —  | —  | —  | —  | 33  | - : 30,000                     |                                                                          |
| 2020                                                     | Spell My Name - Lançamento: 28 de agosto de 2020 - Gravadora: Island Records                     | 163 | —  | —  | —  | —  | —  | —   |                                |                                                                          |
| "—" representa que o álbum não entrou na parada musical. |                                                                                                  |     |    |    |    |    |    |     |                                |                                                                          |

### Coletâneas
| 2003                                            | Ultimate Toni Braxton - Lançamento: 4 de novembro de 2003 - Gravadora: Arista   | 119 | 43 | — | 92 | 75 | 27 | 23 | - : 400.000 - : 1.000.000 | - REU: Prata    |
| 2004                                            | Essential Toni Braxton - Lançamento: 12 de dezembro de 2004 - Gravadora: LaFace | —   | 48 | — | —  | —  | —  | —  | - : 50.000 - : 100.000    | - ABPD: Platina |
| 2007                                            | Essential Toni Braxton - Lançamento: 25 de abril de 2007 - Gravadora: LaFace    | —   | —  | — | —  | —  | —  | —  | - : 40.000 - : 50.000     | - ABPD: Ouro    |
| "—" representa que o álbum não entrou na parada |                                                                                 |     |    |   |    |    |    |    |                           |                 |

## Singles

### Como artista principal
| 1992                                               | "Love Shoulda Brought You Home"                   | 33 | 2 | —  | —  | —  | 33 |                                                                                          | Boomerang         |
| 1993                                               | "Another Sad Love Song"                           | 7  | 2 | 57 | 16 | 60 | 15 | - RIAA: Ouro                                                                             | Toni Braxton      |
| 1993                                               | "Breathe Again"                                   | 3  | 4 | 2  | 7  | 57 | 2  | - RIAA: Ouro - ARIA: Platina - BPI: Platina                                              | Toni Braxton      |
| 1993                                               | "Seven Whole Days"                                | 23 | 1 | —  | —  | —  | —  |                                                                                          | Toni Braxton      |
| 1994                                               | "You Mean the World to Me"                        | 7  | 3 | 49 | 6  | 69 | 30 | - RIAA: Ouro                                                                             | Toni Braxton      |
| 1994                                               | "I Belong to You"                                 | 28 | 6 | —  | 80 | —  | —  |                                                                                          | Toni Braxton      |
| 1994                                               | "How Many Ways"                                   | 28 | 6 | —  | —  | —  | —  |                                                                                          | Toni Braxton      |
| 1996                                               | "You're Makin' Me High"                           | 1  | 1 | 2  | 8  | 47 | 7  | - RIAA: Platina - BPI: Platina - ARIA: Platina                                           | Secrets           |
| 1996                                               | "Let It Flow"                                     | 1  | 1 | —  | —  | —  | —  |                                                                                          | Waiting to Exhale |
| 1996                                               | "Un-Break My Heart"                               | 1  | 2 | 6  | 2  | 2  | 2  | - RIAA: Platina - ARIA: Platina - BVMI: Platina - IFPI: Ouro - IFPI: Ouro - BPI: Platina | Secrets           |
| 1997                                               | "I Don't Want To"                                 | 19 | 9 | 71 | 13 | 37 | 9  | - RIAA: Ouro                                                                             | Secrets           |
| 1997                                               | "I Love Him Some Me"                              | 19 | 9 | —  | —  | —  | —  |                                                                                          | Secrets           |
| 1997                                               | "How Could an Angel Break My Heart" (com Kenny G) | —  | — | 87 | —  | —  | 22 |                                                                                          | Secrets           |
| 2000                                               | "He Wasn't Man Enough"                            | 2  | 1 | 5  | 1  | 20 | 5  | - RIAA: Ouro - ARIA: Ouro - BPI: Prata                                                   | The Heat          |
| 2000                                               | "Just Be a Man About It"                          | 32 | 6 | —  | 35 | —  | —  |                                                                                          | The Heat          |
| "—" significa que o single não emplacou na parada. |                                                   |    |   |    |    |    |    |                                                                                          |                   |

## Especiais
- 2001: Snowflakes
- 2005: Un-Break My Heart: The Remix Collection